# Canjo Amissi
 (avril 2018).
Si vous disposez d'ouvrages ou d'articles de référence ou si vous connaissez des sites web de qualité traitant du thème abordé ici, merci de compléter l'article en donnant les références utiles à sa vérifiabilité et en les liant à la section « Notes et références ».
Canjo Amissi , de son vrai nom Amissi Husseni, né le 5 mai 1957 sur la colline de Shikiro, dans la province de Ngozi, au nord du Burundi et mort le 3 avril 1996, est un chanteur, auteur-compositeur-interprète et guitariste burundais.

## Biographie

### Jeunesse
Fils de Mfyisi Husseni, buandier manuel et de Asina, vendeuse de beignets et d’arachides grillées, Canjo Amissi, plus couramment appelé Canjo (prononcer Tchanjo), est né sur la colline de Shikiro, dans la province de Ngozi, au nord du Burundi. Il est issu d’une famille de sept enfants.
Il grandit à Ngozi où il fait ses études secondaires au collège Don Bosco de Burengo. 
De son père, il hérite la religion musulmane et l’attrait pour les coutumes, les contes et les adages traditionnels. 
Canjo Amissi fait ses débuts d’instrumentiste au cours de sa préadolescence, sous l’influence d'Amuri, un fabricant artisanal de cuisinières à charbon portables (Imbabura), qui jouait de sa guitare des airs inspirés de la cithare traditionnelle burundaise (Inanga) et de la musique congolaise et tanzanienne. 
Canjo acquiert sa première guitare, de fabrication artisanale, à Ruganza, dans la province de Kayanza. Au collège, il apprend à interpréter et jouer devant ses camarades des chansons à succès régulièrement diffusées par la radio nationale et extraites des répertoires d’artistes souvent français ou américains, notamment Guy Béart, Georges Moustaki et Bob Dylan.

### Carrière
En juillet 1977, à l’âge de 20 ans, il participe à Bujumbura à un concours national pour la promotion de la musique burundaise organisé par le ministère de la Jeunesse, des sports et de la culture. Pour sa première participation, il remporte le prix de la « meilleure chanson interprétée en soliste » avec une ballade intitulée Ntacica nk'irungu dont il est le compositeur. 
Ce succès lance sa carrière de musicien qu’il débute deux mois plus tard au sein de l’orchestre national du Burundi créé la même année par le ministère de la Jeunesse, des sports et de la culture. C’est avec l’orchestre national que Canjo réenregistre et popularise Ntacica nk’irungu . Parallèlement à ses débuts de musicien, il exerce brièvement la profession d’enseignant (professeur de français)à l’École normale de l’État (ENE), de Bujumbura, qu'il quitte dès septembre 1978.
En septembre 1979, Canjo quitte l’orchestre national et entre à l’université du Burundi pour faire des études de langues et littératures et compléter sa formation d’instituteur, acquise au collège Don Bosco.
Vers la fin de l’année 1979, Canjo Amissi est sollicité par la direction de la radio nationale du Burundi pour rejoindre le groupe musical Amabano, constitué en 1978 avec les membres d’un orchestre d’anciens réfugiés burundais, the Explorers, rentrés de Nairobi au Burundi cette même année. Sous l’impulsion du directeur général sortant de la radio, Athanase Karayenga, le groupe avait acquis quelques instruments de musique neufs et modernes. Il bénéficiait du concours permanent d’un ingénieur du son français, Claude Thévenet, venu dans le cadre d’un accord de coopération culturelle entre la France et le Burundi. Amabano travaillait sous un contrat de production qui lui assurait 40% des recettes sur tout concert. En mai 1978, pour son premier concert public dans la salle de spectacles du collège du Saint-Esprit de Bujumbura, l’orchestre avait joué à guichets fermés. Selon le directeur de la radio de ce temps, la soirée avait généré des recettes record d’un million de francs burundais. L’offre séduit Canjo. En décembre 1979, il quitte l’orchestre national, abandonne ses études de langues et s’engage avec Amabano.  
Avec sa nouvelle formation, il compose plusieurs chansons dont l’une, Ewe Burundi ngira ndakuririmbe, une ode à sa patrie, se rend célèbre en devenant le jingle ouvrant chaque jour les programmes de la télévision d’État, créée en 1984.
En 1981, il remporte en soliste un des dix prix du concours Découvertes 81 lancé la même année par Radio France Internationale (RFI) pour promouvoir les talents du continent africain. Le jury de RFI découvre, sous le rythmé de la guitare sèche de Canjo, un art oratoire spécifique à la langue kirundi et à la culture burundaise (Amazina y'urugamba). La chanson primée, Sokuru yari intwari, est une ode poétique à la bravoure rythmée par des strophes en assonances. Elles sont déclamées dans le débit rapide de paroles qui est caractéristique de ce genre traditionnel. La même année et avec la même chanson, il remporte à Dakar le prix Calao.
Canjo Amissi composait toutes ses chansons sans notes de solfège. La majeure partie de son  œuvre est enregistrée sur des bandes en mono et n'a jamais été légalement commercialisée. 
Dans la saison 2 de Master of None, une série télévisée américaine  sur Netflix, une scène de l'épisode 6 diffusé en première le 12 mai 2017 reprend en fond musical un extrait d'une chanson du répertoire de Canjo, Umugabo w'ukuri, alors que Samuel, chauffeur de taxi originaire du Burundi, conduit des clientes. Dans une interview accordée au magazine en ligne Deadline Hollywood, le directeur musical de la série, Zach Cowie parle de son coup de cœur pour la chanson et des circonstances qui l'amènent à intégrer ce titre dans le répertoire musical de l'épisode. Il y fait aussi part des difficultés qu'il a rencontrées tant pour trouver des originaux commercialisés de l'oeuvre de Canjo que pour trouver une plateforme d'écoute de musique en streaming ou de vente en ligne qui ait Canjo Amissi dans sa collection.         
Dans Petit Pays, roman lauréat du prix Goncourt des lycéens en 2016 qui a pour théâtre le Burundi, Gaël Faye, son auteur, dépeint une scène sur une terrasse de restaurant sous « le son parasité d’une cassette de Canjo Amissi ».
Canjo est régulièrement cité comme une référence majeure de l’art musical burundais dans les éditions du guide touristique Petit futé. 
Canjo Amissi meurt le 6 avril 1996.

## Postérité
En 2006, une Fondation Canjo Amissi  de droit burundais est créée par des membres de la diaspora burundaise en Belgique sous le statut d’association sans but lucratif.  
Le 6 avril de chaque année, date anniversaire de sa mort, un prix Canjo Amissi est décerné par l’institut de musicologie de Gitega à l’auteur-compositeur burundais qui se distingue le plus par sa poésie chantée en langue kirundi
Un monument en la mémoire de Canjo Amissi est érigé dans le quartier musulman de Ngozi où il a passé son enfance.
Depuis 2013, un espace Canjo est aménagé dans le American corner Martin Luther King, dans les enceintes du centre culturel de Gitega.

## Discographie (singles)

### Avec l’Orchestre national
- Ntacica nk'irungu
- Umugabo w’ukuri
- Garukira aho
- Wagiye hehe kiyago canje
- Africa, I’ll never forget you
- Paradoxe

### Avec le groupe Amabano
- Mbega mukobwa ko ugenda vyanka
- Ewe Burundi, ngira ndakuririmbe
- Uri ntore
- Uzoza ryari
- Sokuru yari Intwari
- Hora, ihorere mama
- Reka nkuyage Muvyeyi
- Ntukajane nyabahururu